# Sede del Ministero degli affari esteri russo
La sede del Ministero degli affari esteri russo (in russo Здание Министерства иностранных дел России?) è uno dei sette grattacieli moscoviti progettati durante il periodo stalinista e noti come Sette Sorelle. 
L'edificio conta 27 piani ed è alto 172 metri.

## Caratteristiche
La sua costruzione fu iniziata nel 1948 e conclusa nel 1953 su progetto degli architetti Vladimir Gelfreikh e Adolf Minkus.
L'edificio è rivestito esternamente da una leggera copertura in pietra con pilastri a vista e paraste. L'interno è riccamente decorato con elementi litici e metallici. Secondo la biografia dell'architetto Adolf Minkus pubblicata nel 1982 in fase di progettazione di massima (1946) erano state esaminate per l'edificio soluzioni progettuali con un numero di piani che variava tra i 9 e i 40. Nel 1947 vennero proposti al Ministero due diversi progetti: il primo dei quali enfatizzava la scansione orizzontale dei piani mentre il secondo era caratterizzato invece da una maggiore verticalità ed era sormontato da un blocco rettangolare smussato. Venne scelto il secondo progetto ma, presumibilmente su indicazione dello stesso Stalin, ad esso venne aggiunta una guglia metallica in modo da allineare la silouette dell'edificio a quella degli altri grattacieli allora in progetto o in costruzione a Mosca.